# NGC 7714
NGC 7714 هي مجرة حلزونية (برج الحوت) اكتشفه جون هيرشل في 18 سبتمبر 1830. NGC 7714 و NGC 7715 تتفاعل. NGC 7714 يبدو دوامة مشوهة للغاية. ربما مجرة دوامة أما NGC 7715 غير مؤكد وربما مجرة غير نظامية. وقد لوحظ مستعر أعظم في 19 سبتمبر 1999.

## وصلات خارجية
- NGC 7714 على موقع ويكي سكاي: DSS2, SDSS, GALEX, IRAS, Hydrogen α, X-Ray, Astrophoto, Sky Map, Articles and images